# Kásán megye

Iszfahán tartomány megyéinek elhelyezkedése

Kásán megye (perzsául: شهرستان کاشان) Irán Iszfahán tartományának egyik északi megyéje az ország középső részén. Északon Szemnán tartománnyal határos, keleten Aran va Bidgol és Natanz, délen Sáhinsahr és Mejme, északnyugaton és nyugaton Markazi tartomány határolják. Székhelye a 248 000 fős lakossággal rendelkező Kásán városa. Második legnagyobb városa Jowshaqan va Kamu. További városai: Meshkat, Barzok, Nedzsászár. A megye lakossága 297 000 fő, területe 4 392 km². A megye két további kerületre oszlik: Központi kerület, Quamsar kerület, Nedzsászár kerület és Barzok kerület.

## Fordítás
- Ez a szócikk részben vagy egészben  a   Kashan County című angol Wikipédia-szócikk ezen változatának fordításán alapul.  Az eredeti cikk szerkesztőit annak laptörténete sorolja fel. Ez a jelzés csupán a megfogalmazás eredetét és a szerzői jogokat jelzi, nem szolgál a cikkben szereplő információk forrásmegjelöléseként.